# Juan María Mundó Freixas

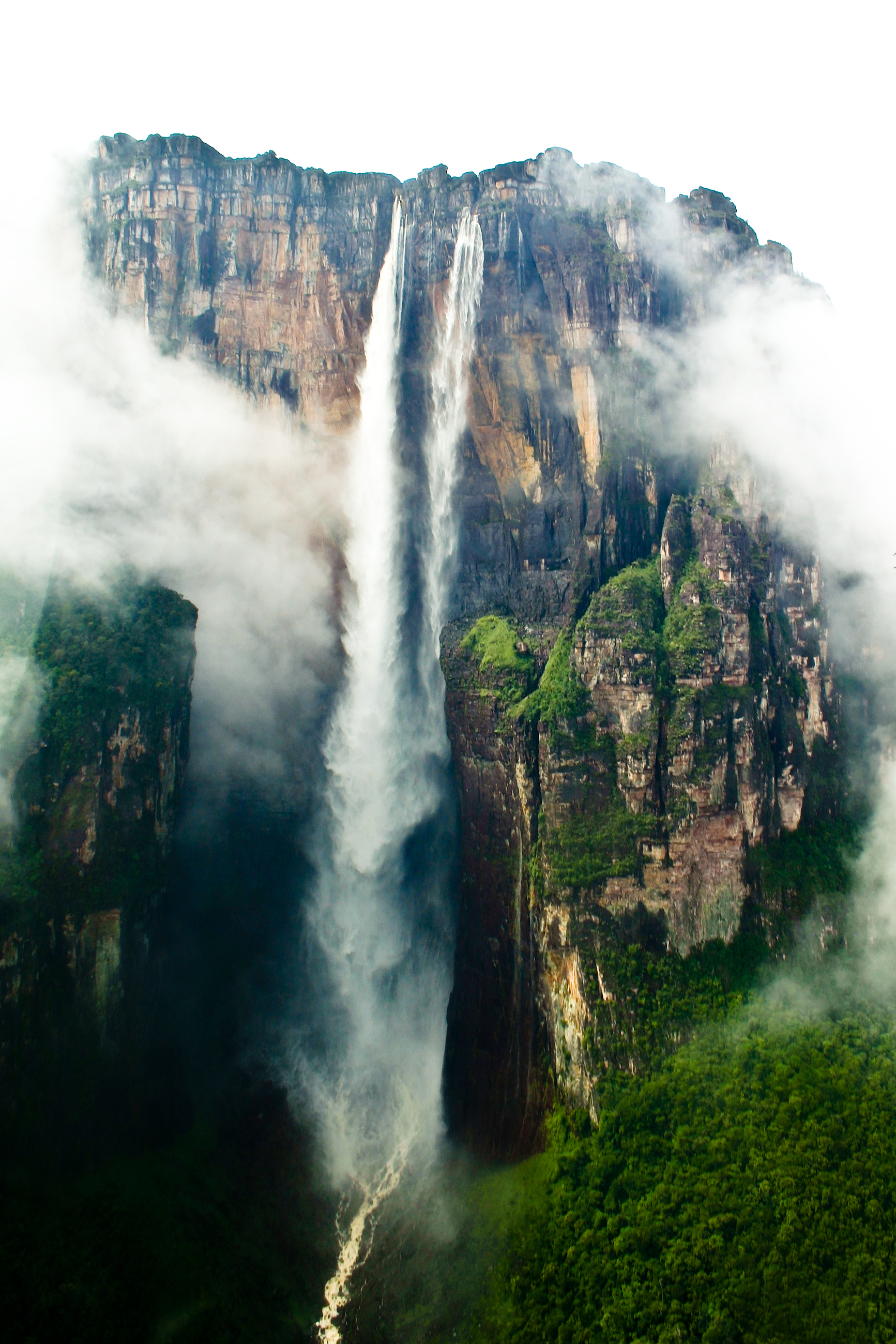
Salto Ángel. Cascada Venezolana con mayor desnivel del mundo. Juan María Mundo Freixas lideró la expedición en el año 1927.

Juan María Mundó Freixas (Barcelona, 1877-Ciudad Bolívar, 1932) fue un comerciante y explorador diamantífer o español.
En 1927 realizó, junto con su hijo y el también explorador español Félix Cardona Puig, una expedición por el sureste de Venezuela que partió de San Pedro de las Bocas, remontando los ríos Caroni y Caruao hasta llegar al macizo del Auyantepuy, donde fueron los primeros europeos en divisar la cascada con mayor desnivel del mundo, conocida en la actualidad como Salto Ángel.